# Tara (flod)

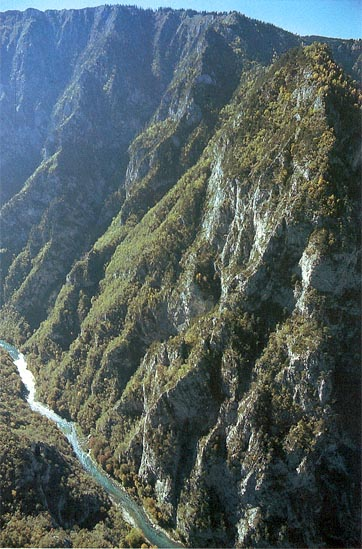
Vy över floden

Tara (serbiska/montenegrinska Ријека Тара/Rijeka Tara) är den längsta floden i Montenegro. Tara tar sin början där älvarna Ospanica och Veruša, på cirka 2000 meters höjd, flödar samman i Žijevo–bergen. Tara strömmar i nordvästlig riktning cirka 144 kilometer och på gränsen till Bosnien-Hercegovina flyter den ihop med floden Piva och bildar Drina.
Tara har gröpt ur en dalgång som är den djupaste i Europa: kanjonen är 78 kilometer lång och som mest 1 300 meter djup. Tarakanjonen som sedan 1977 är en del av nationalparken Durmitor har upptagits på Unescos världsarvslista. Flodfåran kantas av klippor och avsatser, sandbankar samt cirka 80 grottor och urgröpningar.

## Exploatering
Planer på dammbyggen har funnits men skrinlagts. Det slovenska bolaget Petrol och det montenegrinska Montenegro-Bonus har ingått avtal om att bygga ett vattenkraftverk.
Tara är den enskilt viktigaste dricksvattentäkten i Montenegro.

## Bron vid Đurđevica

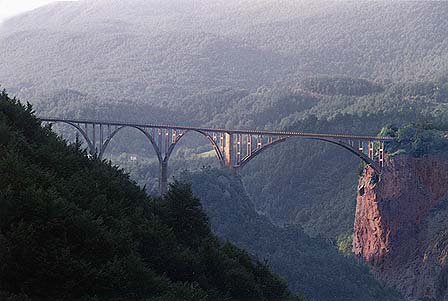
Bron

Vid Đurđevića går en 154 meter lång bro över Tara. Avståndet mellan marken och bron är som mest 135 meter. Bron började byggas 1938. Den förstördes under andra världskriget och återuppbyggdes 1946.

## Djurliv
I Tara lever bland annat fiskarterna öring, stensimpa, harr och donaulax.

## Rekreation
Tara är en populär flod för forsränning.